# Ptyssiglottis
Ptyssiglottis, biljni rod iz porodice primogovki smješten u podtribus Monotheciinae, dio tribusa Justicieae, potporodica Acanthoideae. Sastoji se od 40 vrsta iz tropske Azije. 
Tipična vrsta je Ptyssiglottis radicosa T.Anderson. , sinonim za Ptyssiglottis sanguinolenta, endemski polugrm sa otoka Cejlona.

## Vrste
1. Ptyssiglottis auriculata Hallier f.
2. Ptyssiglottis bantamensis S.Moore
3. Ptyssiglottis campanulata B.Hansen
4. Ptyssiglottis caudata (Stapf) B.Hansen
5. Ptyssiglottis chrysea Ridl.
6. Ptyssiglottis creaghii (Stapf) B.Hansen
7. Ptyssiglottis cuprea (Ridl.) B.Hansen
8. Ptyssiglottis cyrtandroides (Lindau) B.Hansen
9. Ptyssiglottis decurrens B.Hansen
10. Ptyssiglottis densiflora (C.B.Clarke) Ridl.
11. Ptyssiglottis dulcamarioides (Stapf) B.Hansen
12. Ptyssiglottis fastidiosa (Benoist) B.Hansen
13. Ptyssiglottis fusca B.Hansen
14. Ptyssiglottis gibbsiae S.Moore
15. Ptyssiglottis glabrisepala (Lindau) B.Hansen
16. Ptyssiglottis glandulifera B.Hansen
17. Ptyssiglottis granulata (Stapf) B.Hansen
18. Ptyssiglottis hallieri Valeton
19. Ptyssiglottis hirsuta Hallier f.
20. Ptyssiglottis isophylla (C.B.Clarke) B.Hansen
21. Ptyssiglottis kunthiana (Nees) B.Hansen
22. Ptyssiglottis lanceolata Hallier f.
23. Ptyssiglottis longisepala B.Hansen
24. Ptyssiglottis maxima Valeton
25. Ptyssiglottis mucronata B.Hansen
26. Ptyssiglottis nigrescens (Merr.) B.Hansen
27. Ptyssiglottis peranthera (Bremek.) B.Hansen
28. Ptyssiglottis philippinensis (Stapf) comb.ined.
29. Ptyssiglottis picta Hallier f.
30. Ptyssiglottis psychotriifolia (Stapf) B.Hansen
31. Ptyssiglottis pubescens B.Hansen
32. Ptyssiglottis pubisepala (Lindau) B.Hansen
33. Ptyssiglottis radicans (C.B.Clarke) S.Moore
34. Ptyssiglottis rubrolutea Ridl.
35. Ptyssiglottis salicifolia (Stapf) B.Hansen
36. Ptyssiglottis samarensis (Bremek.) comb.ined.
37. Ptyssiglottis sanguinolenta (Vahl) B.Hansen
38. Ptyssiglottis staminodifera B.Hansen
39. Ptyssiglottis subcordata S.Moore
40. Ptyssiglottis undulata (Merr.) B.Hansen

## Sinonimi
- Ancylacanthus Lindau; Bot. Jahrb. Syst. 50: 167 (1913)
- Hallieracantha Stapf; J. Linn. Soc., Bot. 38: 8 (1907)
- Oreothyrsus Lindau; K. Schum. & Lauterb. Nachtr. Fl. Deutsch. Südsee 388 (1905)
- Polytrema C.B.Clarke; J. Asiat. Soc. Bengal 74: II. 692 (1908)